# 청군

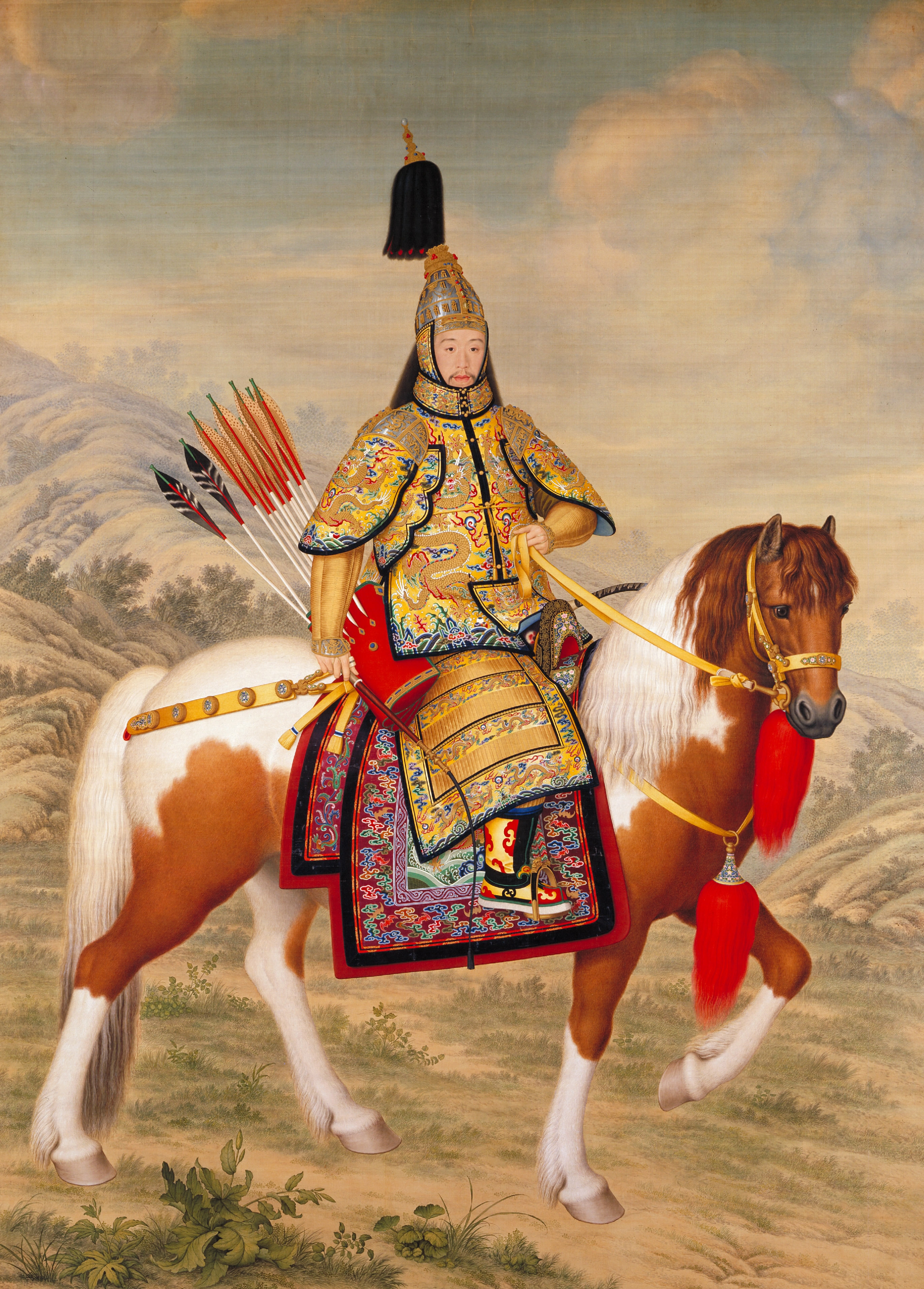
군복을 입고 있는 건륭제

대청군(大淸軍), 통칭 청군(淸軍) 또는 청나라군은 청나라의 군대이다. 
청나라는 군사적 정복을 통해 건국한 이민 왕조였으며, 이 때문에 군대를 매우 중시하였다. 청나라의 건국 황제들은 스스로 군대를 이끌고 나가 전쟁을 벌이기도 하였으며, 후대의 황제들도 강역을 지키고 확장하기 위하여 군대에 지대한 관심을 기울였다. 또한 만주족 왕조라는 근본적인 체질 때문에, 인구의 압도적 다수를 차지하는 한족들을 제대로 통치하기 위해서는 강력한 군사력이 필수적이었던 것이었던 것이다. 
청나라의 초기 군사 제도는 팔기제에 기반을 두고 있었으며, 이 팔기제는 단순한 군사적 시스템 뿐만 아니라 사회적, 경제적, 정치적인 시스템이기도 하였다. 팔기제는 1601년부터 비공식적으로 만들어지기 시작하였으며, 1615년에 여진족 족장이었던 누르하치에 의하여 만군팔기가 공식적으로 창설되었다. 그의 아들인 홍타이지는 여진족을 ‘만주족’으로 개명하였으며, 나중에 몽골인을 통합하여 8개의 몽골인 팔기를 새롭게 만들었고 명나라를 정복하기 전에 만주족에게 투항한 한족들을 중심으로 한 한군팔기를 또 만들었다. 1644년에 청나라가 명나라를 꺾고 중원을 완전히 제패한 이후, 청나라에 항복한 명군 출신들을 모아 녹영을 창설하였으며, 녹영은 팔기군의 수의 3배에 이르러 수적인 면에서는 팔기군을 압도하였다.
청나라 초기에는 명나라의 유산을 물려받아 화기를 대대적으로 사용하였으며, 당시의 군사력으로는 오스만 제국, 사파비 왕조, 무굴 제국과도 충분히 겨룰 수 있는 정도였다. 만주족이 중국을 정복하며 활발히 군사 행동을 벌였을 때의 팔기군은 굉장히 효율적인 정예군이었으나, 1683년에 중국이 완전히 평정되고 전투가 거의 벌어지지 않자 팔기군과 녹영군 모두 점차 방만해지기 시작하였다. 그럼에도 불구하고 청나라의 군사력은 타 국가들에 비하여 워낙 압도적이어서, 1759년에는 준가르족들을 정벌하였으며 신장 지역에도 군사를 파견하여 복속시키기도 했다. 건륭제 시기에는 10회의 원정을 통하여 대규모 군사적 업적을 이루어내기도 하였으나, 18세기 말에 들어서 청군은 자츰 느슨해졌고 외국에 비해서도 뒤떨어지는 모습이 보였다. 이 때문에 낫과 창 따위로만 무장한 백련교의 난을 평정하는 데에도 10년이나 걸렸으며, 이조차도 한족들이 자치적으로 결성한 사병의 도움이 컸다. 게다가 중국 남부에서 일어난 최악의 민란이었던 태평천국의 난 때에는 베이징과 얼마 떨어지지 않은 곳까지 방어선이 뚫렸으며, 청 조정은 어쩔 수 없이 증국번과 같은 한족 출신 장군에게 근대식 화기로 무장한 신식 군대를 조직하고 훈련시키도록 허가할 수 밖에 없었다. 이렇게 만들어진 신식 군대는 효율적으로 반란군들을 진압하는 데에는 성공하였으나, 만주족의 군대 독점을 끝내버림으로써 결과적으로는 청나라의 쇠퇴에 일조하게 된다.
유럽에서 일어난 산업 혁명으로 인하여 유럽의 무기가 급속도로 진보하던 반면, 청나라의 무기와 화력은 거의 정체 상태였다. 1860년에 영국과 프랑스 군대는 제2차 아편 전쟁 시기에 베이징을 점령하고 원명원을 약탈하고 불태웠는데, 이때 워낙 충격을 받은 조정은 군대 현대화를 실시하고 서구 기술들을 사들이고자 노력하였다. 양무운동 때에는 대규모 조선소를 만들었으며 근대식 화기들과 군함들을 사들였으며, 얼마 지나지 않아 동아시아에서 가장 거대한 규모의 함대를 운용하였다. 그러나 청나라의 비근대적인 조직구조와 비효율적인 지휘 체계, 부정부패, 전술 교육의 부재 등으로 인하여 그 질은 형편없었고, 결국 1895년의 청일 전쟁에서 청나라가 심혈을 들여 키운 북양함대가 박살나면서 그 허점이 드러나게 된다. 청나라는 무술변법을 통해 신건육군을 창설하여 또다시 근대화에 나섰으나, 이들조차 1900년에 의화단 운동을 구실로 침입한 8개국 연합군을 막기에는 역부족이었다. 1911년에 신해혁명이 일어나자, 청나라는 멸망했다.

## 팔기군

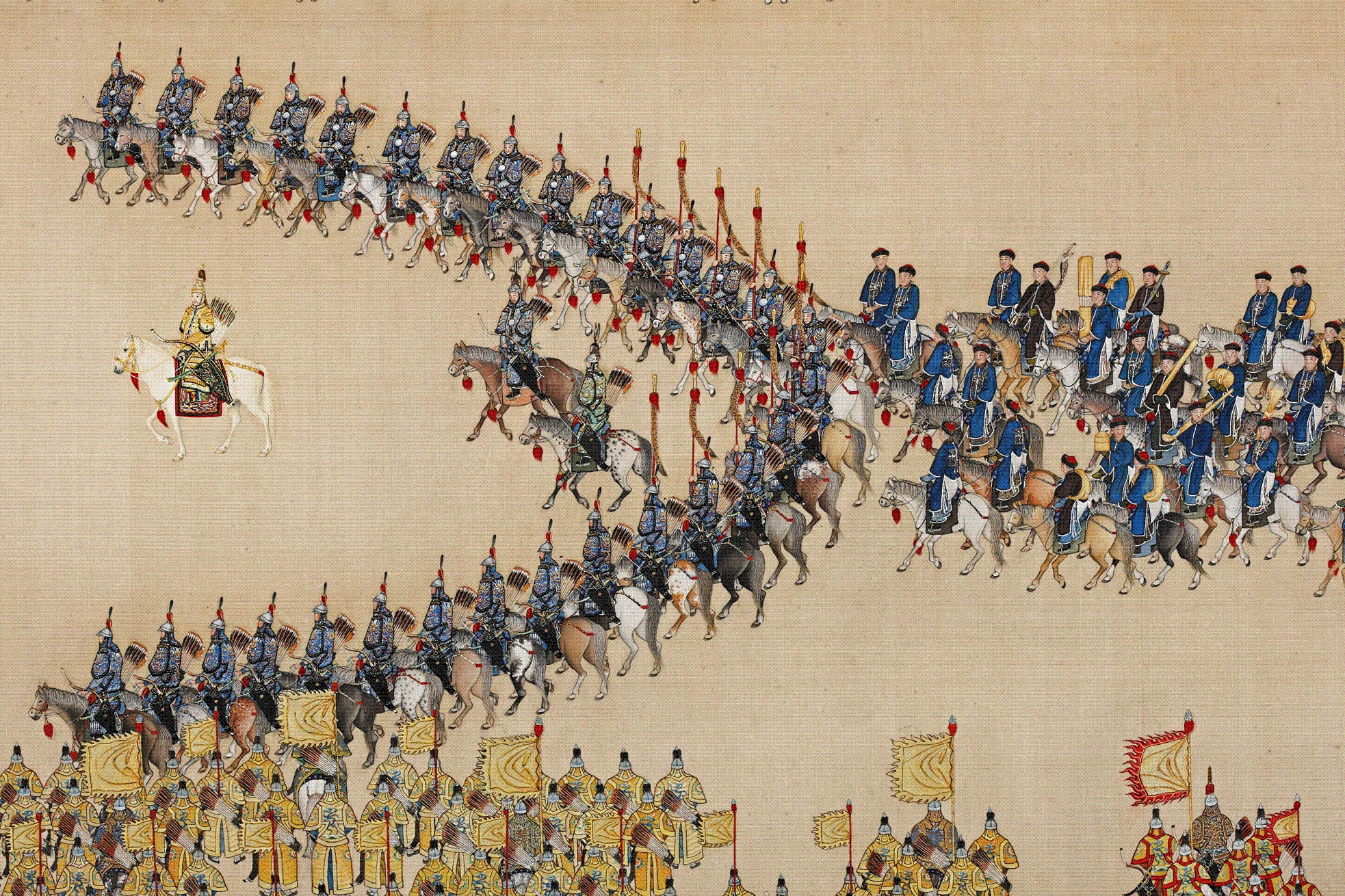
팔기 군사들을 사열하는 건륭제.

17세기 초에 누르하치가 효과적으로 여진족을 통합하고 명나라에 도전할 수 있었던 이유는 바로 팔기제에서 포함된 군사조직인 팔기군 덕분이었다. 팔기제는 만주족만의 독특한 군사 제도로, 단순한 군제가 아니라 경제적, 사회적, 정치적 역할까지 띠고 있었다. 1601년 쯤에 누르하치는 그의 가족들과 병사들에게 ‘니루’를 각각 결성하도록 시켰다. ‘니루’란 전통적으로 여진족들이 사냥이나 약탈을 나갈 때에 결성하던 일시적인 소규모의 그룹을 일컫던 단어였는데, 누르하치는 이 니루를 발전시켜 영구적인 사회 조직으로 묶어버리려 했던 것이다. 1607년에 이 니루들은 점차 발전을 거듭하여 ‘기’로 진화하였고, 황색, 백색, 적색, 청색과 같이 색으로 서로를 구분하기 시작하였다. 1615년에는 각각의 기에 적색의 테두리를 추가하여 새로운 기들을 만들어내면서 총 8개의 기가 만들어졌고,(다만 기존의 적색기에는 흰색 테두리를 추가하였다) 이 만군팔기(萬軍八旗)가 청나라 팔기제의 기본을 이루게 되었다. 팔기제로 인하여 단단히 결속된 누르하치의 부족은 점차 타 여진족들을 손쉽게 흡수할 수 있었고, 새롭게 흡수된 여진족들은 다시 여러 기들 중 하나에 흡수되면서 부족 중심이었던 여진족은 점차 누르하치와 아이신기오로 가문을 중심으로 한 하나의 거대한 조직으로 변해갔다.
여진족의 세력이 만리장성 북부에 이를 정도로 팽창해나가자, 팔기제의 세력도 점차 커져갔다. 차하르 몽골족들이 1635년에 마침내 여진족 아래에 무릎을 꿇자, 누르하치의 후계자인 홍타이지는 이 몽골족들을 중심으로 한 몽군팔기(蒙軍八旗)를 새롭게 창설하여 이들을 동맹으로 삼고 만군팔기와 대등한 직위를 부여하였다. 다만 한족계 병사들을 동화시키는 데에는더 엄격한 모습을 보였는데, 1629년에는 3천 명으로 이루어진 ‘한군’을 결성하였으며 1631년에 화기를 다룰 줄 아는 명나라 병사들이 대거 투항하자 이들을 중심으로 한 ‘중군’을 새롭게 창설하였다. 나중에 투항해온 한인들이 계속 많아지자 1637년에는 이들을 위하여 2개의 기를 새로 만들었고, 1642년에 마침내 총 8개의 기로 재편성하여 한군팔기(漢軍八旗)를 만들어냈다. 
한군팔기 내에서도 특출난 재능을 보이는 이나 충성도가 높은 이, 혹은 공로를 세운 이는 기적을 변경하여 출신을 한족에서 만주족으로 바꾸어주었다. 그럼에도 불구하고 순혈 만주족과 새롭게 유입된 한족 간의 격차는 암묵적으로 존재하였기 때문에, 새롭게 들어온 한족 출신 만군팔기는 여전히 한족의 성씨를 사용하였으며 기록에도 한족 출신이라는 것이 선명하게 남아있었다. 한편 아들이나 후계가 없던 만주족 출신 귀족들은 한족에게서 아이들을 입양시키기도 하였으며, 이들은 1700년대 초반에 조정에 출사하기도 했다. 또한 돈이 궁한 만주족들은 가끔씩 돈을 받는 대가로 한족 출신의 아이들을 자신에게 입양하고 기적을 바꾸어주기도 하였다. 나중에는 이들의 수가 워낙 많아져 오히려 한족 출신으로 만주족에 입양된 이들이 순혈 만주족들을 몰아내고 중요 관직들을 차지하는 경우들이 워낙 많이 발생하였다. 상황이 이에 이르자 만주족 내에서도 이들에 대한 반발이 만만치 않아서, 특히 황가 내에서도 이들을 ‘천하다’라고 지적하였으며 ‘2등 기인’이라고 부르거나 가짜 만주족이라고 폄하해 부르기도 하였다. 1740년 경에 이르자 만군팔기와 몽군팔기들 1,600여 명 중에서 800 여명이 한족 출신이었는데, 즉 50%가 넘는 인원이 한족 출신이었다는 것이다. 게다가 한족 출신들이 지나치게 많이 등장하여 기적에 자신의 이름들을 올리자, 이들로 인하여 오히려 순혈 만주족이 관직을 얻지 못하고 한족 출신 입양아들보다도 못한 생활을 하는 경우가 잦았다. 한족 출신으로 만주 기적을 얻은 자들은 기록에 의하면 궁술과 기마술에 매우 능했으며, 군사 지휘력도 오히려 만주족보다도 뛰어나 거의 구분하지 못할 정도였다고 전한다. 점차 평화기가 길어지면서 옹정제, 건륭제 시기에는 누가 만주족 순혈이고 누가 한족 출신인지 구분하지 못할 정도로 혼란스러워졌고, 1800년대 들어서 청나라 조정에서 이들을 구분하려는 시도를 통해 족보를 검사하기도 하였으나 별다른 성과를 내지 못하였다.
팔기에 속한 사람들은 색을 가지고 서로를 구분하였는데, 이들의 종류에는 양황기, 양람기, 양백기, 양홍기, 정황기, 정람기, 정백기, 정홍기 등이 있었다. 이들 중에서 정황기, 양황기, 정백기는 황제의 직속 기들로, 나머지 5개의 기들보다 더 서열이 높았다. 오직 만주족 출신이거나 한족들 중 특출나게 능력이 뛰어난 이들만 이 3개의 기에 들어갈 수 있었는데, 이 3개의 기를 따로 상팔기(上三旗)라고 부르며 나머지 5개의 기를 하오기(下五旗)라고 부른다. 하오기는 황제가 아닌 만주 황자들이 지휘하였다. 
상삼기

정황기의 깃발
양황기의 깃발
정백기의 깃발

하오기

정홍기의 깃발
양람기의 깃발
양람기의 깃발
양홍기의 깃발
정람기의 깃발

## 녹영

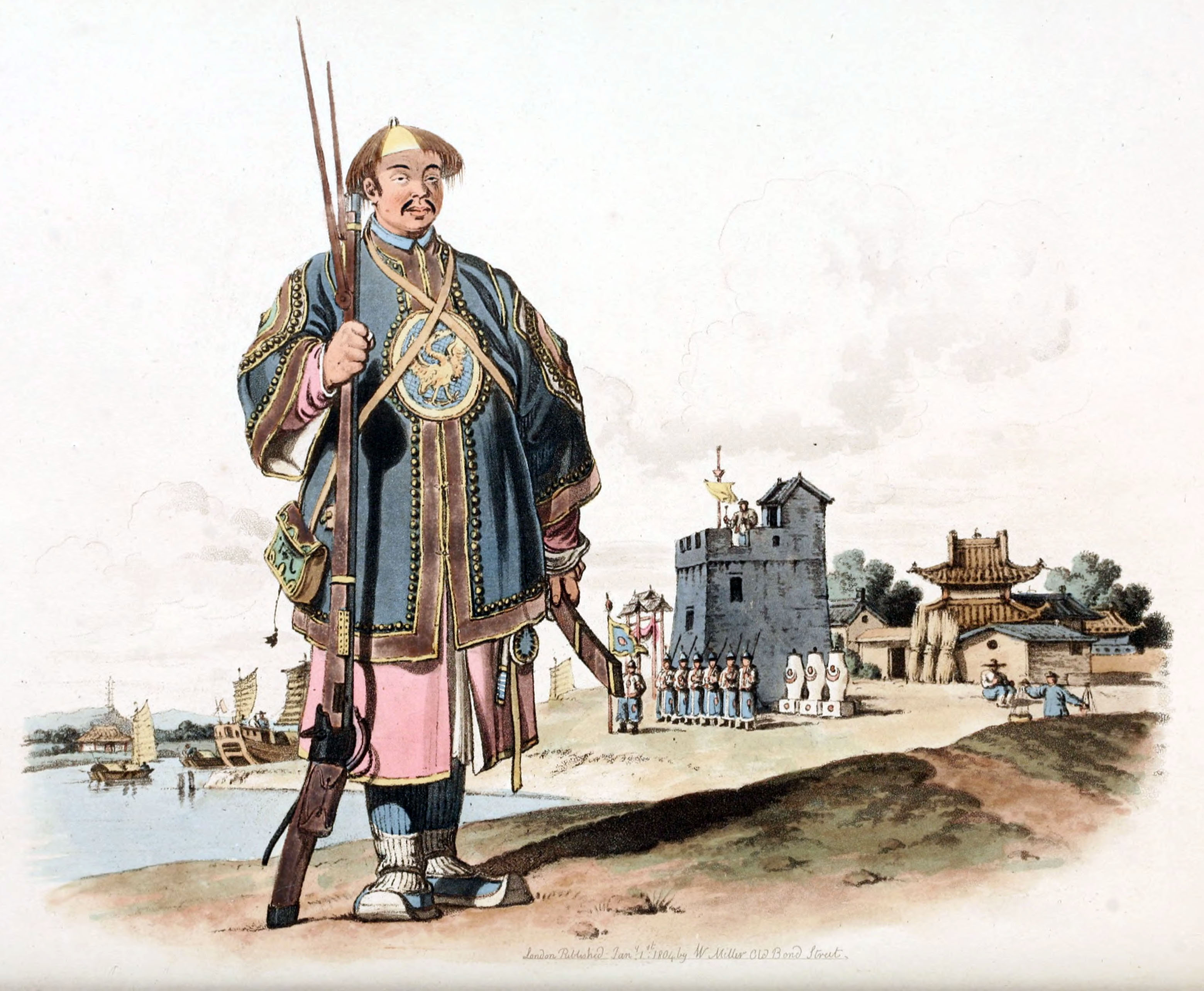
19세기 초 녹영의 병사

1644년에 베이징이 청나라 군대에 의하여 함락되고 얼마 지나지 않아 명나라 영토 대부분을 차지할 무렵, 점차 엄청난 수의 명나라 패잔병들이 청나라에 항복하게 되었다. 초기에는 이들을 한군팔기에 따로 입적시켰으나, 워낙 명나라 패잔병들의 수가 많았던지라 나중에는 오히려 한인 병사들의 수가 팔기군의 수를 압도할 지경에 이르렀다. 상황이 이에 이르자, 청나라는 결국 1645년에 아예 명나라군 출신의 패잔병들만을 모아서 구성한 독자적인 군사 조직인 ‘녹영(綠營)’을 창설하였다. ‘녹영’이라는 이름은 이들이 녹색 군복을 입고 다녔기 때문이었다. 청나라는 새로운 지역들을 정복할 때마다 그 곳에서 군대를 계속 만들어 내었는데, 이로 인하여 1645년에 산시성, 섬서성, 간쑤성, 강남에서, 1650년에는 푸젠성에서, 1651년에는 광동성과 광시성에서, 1658년에는 귀주성에서, 1659년에 윈난성에서 녹영이 창설되었다. 녹영은 명나라 시절의 군제를 그대로 유지하였으며, 한족 출신과 만주족 출신의 지휘관들이 지휘하였다. 청나라의 중국 정복이 끝났을 무렵, 녹영의 수는 60만 명이 넘어 20만 명 밖에 되지 않던 팔기군의 수의 3배에 이르렀다.
청나라가 명나라를 정복할 당시, 청군의 주력은 당연히 팔기군이었으나 상당수의 전투는 녹영이 치렀다. 특히 만주 기병들이 제대로 활약하기 어려운 중국 남부 지방에서 빛을 발했으며, 삼번의 난 때에도 팔기군들이 반란군에 맥을 못추고 있을 때 녹영에 소속된 한족 병사들이 이들을 진압하는 데에 큰 공로를 세웠다. 이후에는 녹영에 해군도 따로 창설되었으며, 이들은 타이완의 남명 저항 세력들을 몰아내는 데에 큰 공로를 세웠다.
팔기군과 녹영은 상비군이었으며, 중앙정부로부터 매달 급여를 받았다. 또한 주의 총독들과 순무들은 자체적인 군대를 소유하여 재난 상황이나 반란에 대비하고 치안을 유지하였으며, 이 자치군들은 중앙조정이 아닌 지방관들로부터 파트타임식으로 급여를 조금씩 받았다.
녹영의 세가 갈수록 강대해지고 그 업적이 높아지자, 상대적으로 팔기군은 위축될 수 밖에 없었다. 강희제 시기에 일어난 삼번의 난을 진압할 때에 혁혁한 공을 세운 것도 바로 녹영이었으며, 후대에 여러 반란을 정벌할 때에도 오히려 팔기군보다 뛰어난 모습을 보였던 것이다. 이후 청나라 조정은 ‘한족을 다룰 때에는 한족을 쓰는 것이 맞다’라고 여겨 나중에는 아예 한족의 반란을 진압할 때에는 팔기군이 아닌 녹영을 무조건적으로 보냈다. 또한 팔기군을 보낼 때에도 일부러 팔기군은 안전한 후방에 예비군으로 남겨두고, 녹영을 우선적으로 보내 먼저 반란군의 힘을 빼놓도록 유도하기도 했다. 명청 전쟁 시기에 대략 40만 명의 녹영과 15만 명의 팔기군이 함께 싸웠으며, 213기의 한군팔기, 527기의 몽군팔기와 만군팔기가 새롭게 입적하였다. 청나라는 오삼계가 명나라의 복수를 한다는 명분으로 일으킨 삼번의 난 시기에도 압도적 다수의 이민족 병사들과 상당수의 한족 병사들로부터 지지를 받았으며, 이덕분에 청나라는 무려 90만 명이 넘는 녹영을 동원하여 삼번의 난을 진압할 수 있었다.
한편 청나라의 남서부 팽창은 상당히 느린 속도로 진행되었다. 1701년에 청군은 다체도에서 티베트인들을 상대로 승리를 거두었다. 이후 준가르 칸국이 위구르를 정복하고 티베트를 자신의 강역으로 만들자, 1720년 강희제는 녹영군과 팔기군을 대거 동원하여 준가르인들을 티베트에서 내쫓고 청나라의 영토로 만들었다. 이후 준가르와의 전투에서 라싸, 참도, 리탕, 바탕 등 티베트의 도시들에 녹영의 병사들이 상시 주둔하였으며, 쓰촨성과 연락하며 상설 기지를 세웠다고 한다. 청나라는 약 2천 명의 녹영과 1천 명의 팔기군을 데리고 라싸를 정복하였으며, 티베트가 완전히 청나라의 영토가 된 이후에는 녹영군 1,300여 명을 주둔시킨 후에 3,000여 명의 티베트 군인들에게 이들을 보조하게 하였다고 전한다.

## 해군

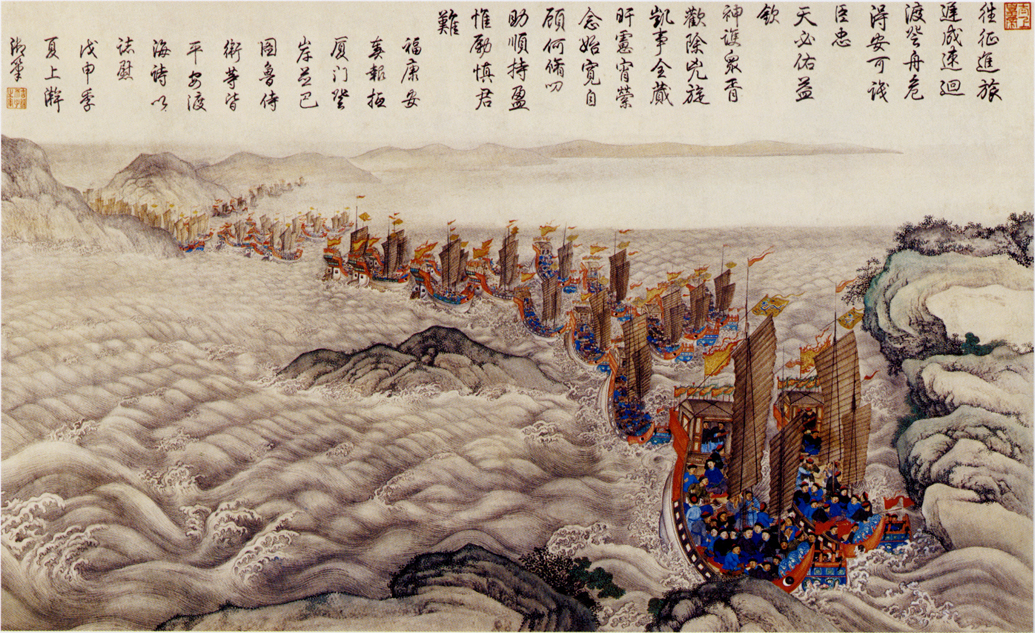
타이완 해협을 방비했던 청나라 함대

청나라는 개국 초기에 명나라의 해금 정책을 이어받아 바다를 봉쇄하여 왜구 등 외세가 함부로 중국 해안에 접근하지 못하도록 막았는데, 이같은 해양 봉쇄령은 오히려 중국의 선박들이 밖으로 진출하는 것도 막으면서 해군력도 자연스레 정체하게 되었다. 한편 기마 민족이었던 만주족은 해군에 대해서는 상대적으로 한족에 비하여 무지했기에, 해군과 해안경비대의 역할은 전적으로 한족 출신으로 구성된 녹영에게 맡겼으며 전장시와 항저우에 해군을 두고 해양 감시를 맡겼다.
1661년에는 지린성에 해군이 창설되어 러시아 군대가 만주로 들어오는 것을 막도록 하였다. 또한 팔기군들도 점차 해군력에 편입되기 시작하였으며, 이들은 기존의 녹영 위주의 해군과는 그 대우를 달리했다. 1677년에는 청나라 조정에서 복건수사를 꾸려 타이완으로 도망친 정성공의 함대를 견제하고자 하였으며, 1683년에는 결국 펑후 전투에서 청나라 군대가 정성공의 해군을 꺾으면서 해군력을 과시하기도 했다. 
청나라는 명나라와 비슷하게 해군을 꽤나 중시하는 편이었다. 그러나 당시의 유럽 열강들과는 다르게 해양으로 진출하고 무역을 독점할 생각은 전혀 없었으며, 주로 방비에 초점을 맞추었다. 이 때문에 청나라 해군은 주로 내해를 경비하고 해안의 해적들을 막아내는 데에 그쳤으며, 조정은 해양보다는 육지에 더욱 신경을 쏟았다. 강희제는 청나라의 해안을 보하이 만, 장쑤성-저장성, 타이완 해협, 광동성, 이 4개의 구역으로 나누었다. 이들 중 보하이 만에는 덩저우 함대, 자오저우 함대, 루쉰 함대, 톈진 함대를 배치하였으며, 장쑤성-저장성 구역에는 장난 함대, 저장 함대 등을 배치하였다. 또한 타이완 해협에는 복건수사를, 광동성의 해안에는 광동 총독의 직속 함대인 광동수사를 따로 구분하여 배치하였다. 이외에도 1871년에는 북양수사를, 1875년에는 남양수사가 창설되면서 배치되었다. 이 함대들은 각 지역을 중심으로 주둔하여 주로 해안가를 방비하는 역할에 치중하였다. 강희제 시기의 청나라 해군이 새로 보유한 근대식 군함들은 각자 약 40여 명의 병력을 태울 수 있었으며, 근대식 대포와 총 등으로 무장하고 있었다.
청나라는 1800년대 초기까지만 해도 그럭저럭 해군력에 신경을 쏟으며 유지하고는 있었으나, 1799년에 건륭제가 사망한 지 얼마 지나지 않아 묘족의 난과 백련교도의 난이 터지면서 이를 진압하는 데에 온 힘을 쏟으며 해군에 대한 관심이 급격히 줄어들었다. 청나라의 국고는 앞서 말한 반란을 진압하는 데에 모두 소요되었고, 해군에까지 들일 관심은 거의 사라졌던 것이다. 이 때문에 청나라 해군은 있던 것마저 갈수록 퇴락해만 갔고, 나중에 아편 전쟁 시기부터 오히려 이전보다도 훨씬 약화된 상태로 남고야 말았다.

## 신건육군
청일전쟁에서 패한 이후 청나라조정에서는 보다 조직된 근대적 장비와 편제를 갖춘 신식 군대를 창설하였는데, 이들이 바로 신건육군이다. 그러나 이들 중에는 혁명사상을 지닌 병사들이 많았으며, 1911년 10월 10일 우창에서 이들이 일으킨 봉기가 바로 신해혁명의 도화선이 되었다.

## 같이 보기
- 청나라
- 아편 전쟁
- 청일 전쟁
- 의화단 운동